# Beacon Hill, New South Wales
Beacon Hill este o suburbie în Sydney, Australia.